# Сем Рейбоулд
Сем Рейбоулд (англ. Sam Raybould, 1875, Стейвлі — 1949) — англійський футболіст, що грав на позиції нападника, один з найкращих бомбардирів в історії «Ліверпуля». 

## Ігрова кар'єра
Починав грати у футбол за аматорські команди з рідного шахтарського містечка Стейвлі. Першою командою з системи Футбольної ліги для Рейбоулда став «Дербі Каунті», до якого він приєднався 1894 року. Утім, провівши лише декілька матчів, команду залишив і повернувся на рівень позалігового футболу. 
У першій половині сезону 1899/00 захищав кольори «Нью-Брайтон Тауер» у Другому дивізіоні Футбольної ліги, за який у 13 іграх першості відзначився десятьма голами.
Висока результативність нападника привернула увагу Тома Вотсона, менеджера вищолігового «Ліверпуля», який у січні 1900 року запросив Рейбоулда до своєї команди. Відразу став лідером атак мерсісайдців і в своєму першому повному сезоні у новій команді допоміг їй здобути перше в її історії чемпіонство. За п'ять років, у сезоні 1905/06 удруге став чемпіоном Англії у складі «Ліверпуля». Загалом провів у команді сім років, ставши автором низки бомбардирських рекордів:
- загалом забив рекордні 130 голів у 226 матчах усіх турнірів і утримував звання найкращого бомбардира в історії «Ліверпуля» протягом 37 років;
- 67 забитих голів припали на перші 100 матчів у формі «Ліверпуля», що лишалося найкращим початком кар'єри у клубі до 2020 року, коли цей результат перевершив Мохаммед Салах;
- в сезоні 1902/03 відзначився 31 голом у чемпіонаті, ставши найкращим бомбардиром змагання, а також встановивши рекорд для гравців «Лівперпуля» за кількістю голів у сезоні англійської першості, який вдалося перевершити Гордону Годжсону лише у 1931 році.

1907 року продовжив кар'єру в «Сандерленді», за рік перейшов до «Арсенала», а після 1909 року грав за низку команд регіональних ліг Англії.
Помер 1949 року.

## Титули і досягнення
- Чемпіон Англії (2):

«Ліверпуль»: 1900/01, 1905/06
- Найкращий бомбардир Футбольної ліги Англії (1):

1902/03 (31 гол)